# 데드 캔 댄스
데드 캔 댄스(영어: Dead Can Dance)는 오스트레일리아의 음악 듀오이다. 현재 리사 제라드와 브렌던 페리로 구성되어 있으며 1981년 멜버른에서 결성되었다. 이듬해 활동 지역을 런던으로 옮겼다.
1998년 해체한 뒤 2005년 세계 투어를 위해 잠시 동안 함께 활동하다가 2011년 새 음반 Anastasis를 발매하고 투어함으로써 정식 재결성했다.

## 디스코그래피

### 스튜디오 음반
- Dead Can Dance (1984)
- Spleen and Ideal (1985)
- Within the Realm of a Dying Sun (1987)
- The Serpent's Egg (1988)
- Aion (1990)
- Into the Labyrinth (1993)
- Spiritchaser (1996)
- Anastasis (2012)
- Dionysus (2018)